# Remilly-les-Marais
Remilly-les-Marais – gmina we Francji, w regionie Normandia, w departamencie Manche. W 2013 roku liczba ludności wynosiła 1072 mieszkańców. 
Gmina została utworzona 1 stycznia 2017 roku z połączenia trzech ówczesnych gmin: Les Champs-de-Losque, Le Mesnil-Vigot oraz Remilly-sur-Lozon. Siedzibą gminy została miejscowość Remilly-sur-Lozon.